# Ourol
Ourol település Spanyolországban, Lugo tartományban. Ourol Muras, Mañón, O Vicedo, Viveiro és O Valadouro községekkel határos. Lakosainak száma 985 fő (2024).

## Népesség
A település népessége az elmúlt években az alábbi módon változott:
| Lakosok száma | 1536 | 1365 | 1273 | 1216 | 1142 | 1090 | 1016 | 1018 | 999  | 985  |
|               | 2001 | 2004 | 2007 | 2009 | 2012 | 2014 | 2017 | 2019 | 2022 | 2024 |